# Meyer Guggenheim
Meyer Guggenheim (Lengnau, 1º febbraio 1828 – Palm Beach, 15 marzo 1905) è stato il membro fondatore della famiglia Guggenheim.

## Biografia
Guggenheim nacque a Lengnau, nel cantone di Argovia, l'unico posto in Svizzera dove agli ebrei fu concesso di stabilirsi nel XVIII e XIX secolo. Decisero di emigrare per evitare le leggi restrittive riservate agli ebrei.  Nel 1847 insieme alla famiglia si trasferirono da Amburgo e si stabilirono negli Stati Uniti, a Filadelfia.

## Carriera
Insieme al padre, si guadagnarono da vivere come venditori ambulanti, poi commerciarono in prodotti per la pulizia e in caffè e spezie. Dal 1871 cominciarono a importare i ricami dalla Svizzera e dieci anni dopo cedette l'azienda a quattro dei suoi figli. Nel 1881, un debitore gli trasferì i diritti minerari in una miniera a Leadville, in Colorado. Il lavoro si rivelò inizialmente difficile e poco produttivo, ma i minatori incontrarono inaspettatamente grandi depositi di piombo e argento. Nel 1889, Guggenheim costruì la prima fornace per la fusione dell'argento a Pueblo e nello stesso anno fondò la Philadelphia Smelting and Refining Company.
I Guggenheim importarono anche argento dal Messico e presto mantennero una posizione dominante. Acquisirono miniere di rame, argento e piombo e costruirono una catena di produzione che andava dal minerale al prodotto finito. Nel 1899, i loro concorrenti fondarono l'American Smelting and Refining Company, per arginare l'influenza dei Guggenheim. Questi, tuttavia, acquisirono nell'anno successivo, grandi quote di fiducia e presto acquisirono il controllo. I Guggenheim dominavano l'80% della produzione mondiale di rame, argento e piombo.
Guggenheim si ritirò dagli affari nel 1891 e si trasferì in Florida. Lasciò le attività minerarie ai suoi figli e si dedicò alle opere caritatevoli.

## Matrimonio
Nel 1852 sposò Barbara Myers. Ebbero dieci figli:
- Isaac Guggenheim (1854–1922)
- Daniel Guggenheim (1856–1930)
- Murry Guggenheim (1858–1939)
- Solomon R. Guggenheim (1861–1949)
- Benjamin Guggenheim (1865–1912)
- Robert G. Guggenheim (1867–1876)
- Simon Guggenheim (1867–1941)
- William B. Guggenheim (1868–1941)
- Rose Guggenheim (1871–1945)
- Cora Guggenheim (1873–1956), sposò Louis Frank Rothschild